# توستاو
توستاو (Tostão) (ولد 25 يناير 1947) هو لاعب كرة قدم برازيلي سابق، شارك في كأس العالم لكرة القدم 1966.